# 대한민국 민법 제374조
대한민국 민법 제374조는 특정물인도채무자의 선관의무에 대한 민법 채권법총칙 조문이다. 프랑스민법 제1136조, 제1137조의 영향을 받은 의용민법 제400조와 같은 취지이며 중화민국 민법 제219조, 만주민법 제361조와 유사하다.

## 조문
제374조(특정물인도채무자의 선관의무) 특정물의 인도가 채권의 목적인 때에는 채무자는 그 물건을 인도하기까지 선량한 관리자의 주의로 보존하여야 한다.

第374條(特定物引渡債務者의 善管義務) 特定物의 引渡가 債權의 目的인 때에는 債務者는 그 物件을 引渡하기까지 善良한 管理者의 注意로 保存하여야 한다.

Article 374 (Duty of Care in cases of Delivery of Specified Things) If the subject of a claim is the delivery of any specified things, the obligor must take custody of such property with due care of a prudent manager until the completion of such delivery.

## 비교 조문

### 일본민법
일본민법 제400조(특정물인도 경우의 주의의무) 채권의 목적이 특정물의 인도일 때에는 채무자는 그 인도를 할 때까지 선량한 관리자의 주의로써 그 물건을 보존하여야 한다.

第四百条（特定物の引渡しの場合の注意義務) 債権の目的が特定物の引渡しであるときは、債務者は、その引渡しをするまで、善良な管理者の注意をもって、その物を保存しなければならない。

### 프랑스민법
프랑스 민법 제1136조 L'obligation de donner emporte celle de livrer la chose et de la conserver jusqu'à la livraison, à peines de dommages et intérêts envers le créancier.

프랑스 민법 제1137조 L'obligation de veiller à la conservation de la chose, soit que la convention n'ait pour objet que l'utilité de l'une des parties, soit qu'elle ait pour objet leur utilité commune, soumet celui qui en est chargé à y apporter tous les soins d'un bon père de famille.
Cette obligation est plus ou moins étendue relativement à certains contrats, dont les effets, à cet égard, sont expliqués sous les titres qui les concernent.

## 사례
선영은 소유하고 있던 희귀한 정물화를 세권에게 1,000만 원에 판매하기로 계약하고 한 달 후 세권에게 인도하기로 하였다. 하지만 정물화를 대문 밖 선반에 방치하여 계약 후 2주가 지나 정물화가 찢어지는 사고가 발생하였다. 선영이는 이미 매도한 터라 책임이 없다고 주장하지만 이 경우 세권에게 인도할 때까지 선량한 관리자의 주의로 적절히 보관할 의무가 있었다.

## 해설
본 조의 선관주의의무는 후발적 하자가 발생한 경우에 대한 특정물도그마의 불확실한 측면을 입법적으로 보완한 것으로 특정물인도채무자의 후발적 하자없는 물건의 인도를 위한 주의의무로서 급부의무이기 때문에 이 의무에 위반한 하자 있는 물건의 인도는 채무의 내용에 좇은 이행이 아니며 이 의무에 위반한 물건의 인도는 이행기의 현상대로 인도한 것이라도 채무의 내용에 좇은 변제의 제공이 되지 못하기 때문에 채권자는 수령을 거절할 수 있고, 채무자에 대해서 채무불이행책임을 물을 수 있다

## 판례
- 임대차계약에 있어 임차인의 목적물에 대한 선량한 관리자로서의 의무는 목적물의 인도를 받은 후에야 발생하는 의무다[2]
- 임대차 종료 후 임차인의 임차목적물 명도의무와 임대인의 연체차임 기타 명도시까지 발생한 손해배상금 등을 공제하고 남은 임대보증금반환 채무와는 동시이행의 관계에 있는 것이어서 임차인은 이를 지급받을 때까지 동시이행의 항변권에 기하여 목적물을 유치하면서 명도를 거절할 권리가 있는 것이나, 임차인은 임차목적물을 명도할 때까지는 선량한 관리자의 주의로 이를 보존할 의무가 있어, 이러한 주의의무를 위반하여 임대목적물이 멸실, 훼손된 경우에는 그에 대한 손해를 배상할 채무가 발생하며, 임대목적물이 멸실, 훼손된 경우 임차인이 그 책임을 면하려면 그 임차건물의 보존에 관하여 선량한 관리자의 주의의무를 다하였음을 입증하여야 할 것이다[3].

## 참고 문헌
- 오현수, 일본민법, 진원사, 2014. ISBN 978-89-6346-345-2
- 오세경, 대법전, 법전출판사, 2014 ISBN 978-89-262-1027-7
- 이준현, LOGOS 민법 조문판례집, 미래가치, 2015. ISBN 979-1-155-02086-9

## 같이 보기
- 특정물
- 선관주의의무